# Limnoria glaucinosa
Limnoria glaucinosa är en kräftdjursart som beskrevs av Isabel Clifton Cookson 1991. Limnoria glaucinosa ingår i släktet Limnoria och familjen borrgråsuggor. Inga underarter finns listade i Catalogue of Life.